# Parafia św. Jana Chrzciciela w Radłowie
Parafia pw. Świętego Jana Chrzciciela w Radłowie – parafia rzymskokatolicka znajdująca się w diecezji tarnowskiej w dekanacie Radłów.
Erygowana w XI wieku. Pierwsza wzmianka o Radłowie pochodzi z 1080 roku i zawiera informację o powstaniu parafii. Prowadzą ją księża diecezjalni.